# 香港有個荷里活
《香港有個荷里活》（英語：Hollywood Hong Kong）是陈果导演的一部电影，為「妓女三部曲」第二作，主要演员有陈英明、周迅等人。这部影片获得了第39届金马奖14项提名，并最终获得了最佳导演、最佳音效、最佳造型设计。

## 内容提要
故事讲述香港最后的木屋区之一大磡村的朱家三父子在村内开设朱仔记烧腊店为生。在大磡村的对面，隔著龍翔道的是高大华贵的荷里活廣場。小混混阿强以拉皮条为生，在网络中认识了叫上海天使的红红，并同她发生关系。朱家的阿细放学的时候遇见了漂亮的东东姐姐，和她成了好友，带她回家来吃烧腊。东东的出现，给朱家带来了生气，朱爸也焕发了青春。然而阿强与阿明在分别与东东一夜春宵后，竟然接到指控他们对未成年少女进行性侵害的勒索信……

## 演員表
- 陈英明：朱老板
- 周迅：东东/紅紅
- 黄又南：阿强
- 何世文：阿明
- 梁仕平：阿细

## 工作人員
- 編劇、監製、剪接、導演：陳果
- 第一副導演：陳偉強
- 美術指導：黃銳民
- 服裝指導：戴美玲
- 攝影指導：柯星沛 (HKSC)
- 燈光指導：陳凱恩
- 原創音樂：林華全、朱慶祥
- 出品人：黃嘉莉、木幡久美、Sharen Harel、Jane Barclay
- 監製：楊紫明、春名慶、Sylvain Bursztejn
- 製片：黃立德
- 策劃：陳偉強、Christine Ravet、石井忍

## 獎項
| 頒獎典禮                  | 獎項             | 名單                       | 結果 |
| ------------------------- | ---------------- | -------------------------- | ---- |
| 第22屆香港電影金像獎      | 最佳電影         |                            | 提名 |
| 第22屆香港電影金像獎      | 最佳導演         | 陳果                       | 提名 |
| 第22屆香港電影金像獎      | 最佳編劇         | 陳果                       | 提名 |
| 第22屆香港電影金像獎      | 最佳新演員       | 黃又南                     | 提名 |
| 第22屆香港電影金像獎      | 最佳造型設計     | 戴美玲                     | 提名 |
| 第22屆香港電影金像獎      | 最佳原創音樂     | 朱慶祥、林華全             | 提名 |
| 第9屆香港電影評論學會大獎 | 最佳導演         | 陳果                       | 提名 |
| 第9屆香港電影評論學會大獎 | 最佳編劇         | 陳果                       | 獲獎 |
| 第9屆香港電影評論學會大獎 | 推薦電影         |                            | 獲獎 |
| 第39屆金馬獎              | 最佳劇情片       |                            | 提名 |
| 第39屆金馬獎              | 最佳導演         | 陳果                       | 獲獎 |
| 第39屆金馬獎              | 最佳男主角       | 陳英明                     | 提名 |
| 第39屆金馬獎              | 最佳女主角       | 周迅                       | 提名 |
| 第39屆金馬獎              | 最佳女配角       | 胡惠文                     | 提名 |
| 第39屆金馬獎              | 最佳新演員       | 黃又南                     | 提名 |
| 第39屆金馬獎              | 最佳原著劇本     | 陳果                       | 提名 |
| 第39屆金馬獎              | 最佳攝影         | 柯星沛                     | 提名 |
| 第39屆金馬獎              | 最佳美術設計     | 黃銳民                     | 提名 |
| 第39屆金馬獎              | 最佳造型設計     | 戴美玲                     | 獲獎 |
| 第39屆金馬獎              | 最佳原創音樂     | 林華全, 朱慶祥             | 提名 |
| 第39屆金馬獎              | 最佳原創電影歌曲 | 詞:陳果 曲: 林華全 唱:周迅 | 提名 |
| 第39屆金馬獎              | 最佳剪輯         | 田十八                     | 提名 |
| 第39屆金馬獎              | 最佳音效         | 廖嘉文                     | 獲獎 |

## 外部連結
- 香港影庫上《香港有個》的資料（繁體中文）
- 開眼電影網上《香港有個》的資料（繁體中文）
- 豆瓣电影上《香港有個》的資料 （简体中文）
- 时光网上《香港有個》的資料（简体中文）
- AllMovie上《香港有個》的资料（英文）
- 爛番茄上《香港有個》的資料（英文）
- TCM电影资料库上《香港有個》的资料（英文）
- 互联网电影数据库（IMDb）上《香港有個》的资料（英文）